# Mientras arden las fallas
Mientras arden las fallas (la traducció catalana seria Mentre cremen les falles) és una pel·lícula muda dirigida per Miguel Monleon en 1929. Està ambientada en la festa de les Falles.
La pel·lícula estava basada en un guió de José Fernández Caireles i mostrava escenaris de les ciutats de València, Alcoi i Alacant. El director, Miguel Monleon, era el pare del futur actor Joan Monleon. La pel·lícula fou un fracàs econòmic.

## Argument
El film conta la història de Riteta, una dona alcoiana que rep una carta del seu germà, artista faller, convidant-la a passar uns dies a la festa. A la pel·lícula s'hi produeixen cameos del polític Félix Azzati, la còmica Amparo Martí i el torero Enrique Torres.